# Theristus acer
Theristus acer är en rundmaskart som beskrevs av Bastian 1865. Theristus acer ingår i släktet Theristus och familjen Monhysteridae. Arten är reproducerande i Sverige. Inga underarter finns listade i Catalogue of Life.